# Virgil Widrich
Virgil Widrich (né le 16 mai 1967 à Salzbourg) est un réalisateur, scénariste, cinéaste et artiste multimédia autrichien. Il a réalisé de nombreux courts-métrages et projets multimédias, qui ont été récompensés par 290 prix cinématographiques à ce jour.

## Biographie
Né à Salzbourg en Autriche, Virgil Widrich commence à faire des films en Super 8 à l'âge de 12 ans. En 1990, il devient l'assistant réalisateur de John Bailey sur The Search for Signs of Intelligent Life in the Universe (en), puis, de 1993 à 1995, il est l'organisateur du Festival de Film Diagonale à Salzbourg.
Il a travaillé sur un grand nombre de projets multimédia et s'est spécialisé dans une production de courts métrages expérimentaux dont les plus connus internationalement sont Copy Shop et Fast Film. Il tourne son premier long-métrage en 1999 ("Heller als der Mond" - "Plus clair que la lune") et le présente à Rotterdam en 2000. En 2001 son film Copy Shop est nommé pour l'Oscar et est présenté dans plusieurs festivals internationaux. Son film Fast film a reçu près de 36 prix internationaux.
En 2001, Widrich crée l’enterprise checkpointmedia, au sein de laquelle il tient le poste de CEO. Il continue aussi à produire des films avec sa boîte de production Virgil Widrich Film- und Multimediaproduktions G.m.b.H. et en 2001 cofonde avec d'autres cinéastes la société Amour Fou Film, mettant l'accent sur les films d’art et essai des jeunes réalisateurs.
En 2004, il est membre du jury de Ars Electronica, et est élu président de la Austrian Film Directors’ Association (jusqu'en 2007). De 2007 à 2010 Virgil Widrich enseigne dans la classe des "arts numériques" à l'Université des Arts Appliqués de Vienne. Depuis 2010 il est professeur des études du Master "Art & Science".
Il a trois fils avec la réalisatrice Anja Salomonowitz. L’un d’eux, Oskar Salomonowitz (2008–2020), est décédé dans un accident.
Nel 2024 è stato eletto membro dell'Academy of Motion Picture Arts and Sciences.

## Expositions
- 2006 : Virgil Widrich a créé des installations médiatiques pour la réouverture de la Maison de Mozart Vienne.
- 2008 : 13 travaux de Virgil Widrich et ses étudiants sont présentés à l’exposition Essence08 dans le MAK - le Musée des arts appliqués et contemporains de Vienne.
- 2009 : Virgil Widrich est le directeur artistique pour l’exposition Linz. City in Luck dans le Musée Nordico, dans le cadre de l’année de Linz comme Capitale culturelle européenne.
- Alias in Wonderland a lieu du 25 juin au 12 juillet dans le Feiraum/quartier 21 dans le MQ – le Quartier des Musées à Vienne, un projet encore réalisé avec ses étudiants.
- 2009 : 10 travaux de Virgil Widrich et ses étudiants sont présentés à l’exposition Essence09 à Expositur Vordere Zollamtsstraße Vienne.
- 2010 : 15 travaux de Virgil Widrich et ses étudiants sont présentés à l’exposition Essence10 dans le Künstlerhaus Vienne.
- 2010 : Widrich est directeur artistique pour l’exposition 90 Jahre Salzburger Festspiele (Anniversaire de 90 ans du Festival de Salzbourg) au Musée de Salzbourg.
- 2011: Directeur artistique pour l’exposition Parameter{world} - parameters for every or no thing à l’Université des arts appliqués et contemporains de Vienne (30 mars - 1er avril 2011).
- 2011: Pour l’exposition Voiture Fétiche. Je conduis, donc je suis. (Fetisch Auto. Ich fahre, also bin ich) au Musée Tinguely Bâle (8 juin – 9 octobre 2011) il a créé un film found footage avec le titre Warning/triangle.
- 2012 : Travaux présentés à Essence12 au Künstlerhaus Vienne.
- 2013 : Crucial Experiments, Ovalhalle du Museumsquartier, Vienna Art Week 2013.
- 2014 : Présentation de 2 projets étudiants à Essence14, Künstlerhaus Vienne.
- 2015 : Parallaxis pour Farbenrausch au Musée Leopold.
- 2016 : [dis]placement – Information through Sound à Citygate, Vienne.
- 2017 : Circuit Training, das weisse haus, Vienne.
- 2017 : analog_digital – La dichotomie du cinéma, METRO Kinokulturhaus.
- 2017 : Panzerschrank Potemkin à la Vienna Design Week.
- 2017 : Co-création de Aesthetics of Change, 150 ans de l’Université, MAK Vienne.
- 2018: Sound of Music World, Salisburgo.
- 2018: Voyage autour de ma chambre alla Vienna Design Week.
- 2019: Direction artistique du centre de visite Sconarium, Bad Schönau.
- 2020: Direction artistique de Überall Musik!, DomQuartier Salzbourg.
- 2025 : Klimt. Pigment & Pixel (Belvédère inférieur) et IM BLICK: Gustav Klimt – Die Braut (Belvédère supérieur), avec Marc Schuran.

## Musique et théâtre
- 2012 : Conception (avec Martin Haselböck et Frank Hoffmann) de la scénographie, des visuels et des projections pour le spectacle New Angels, créé le 19 novembre 2012 au Théâtre National du Luxembourg.
- 2019 : Mise en scène vidéo et scénographie pour l’opéra de chambre Nova – Imperfecting Perfection de Franz Danksagmüller lors du Kirchentag évangélique allemand 2019 à Dortmund[1].

## Enseignement
- 2007–2010 : Professeur en arts numériques à l’Université des Arts appliqués de Vienne.
- Depuis 2010 : Responsable du master post-grade Art & Science.

## Filmographie
- 1980 : My Homelife, documentaire, 6 min (AT)
- 1980 : Gebratenes Fleisch, 11 min (AT)
- 1980 : 3 mal Ulf, documentaire sur Arnulf Komposch, 12 min (AT)
- 1981 : Auch Farbe kann träumen, film d'animation, 12 min (AT)
- 1982 : Monster in Salzburg, film d'animation, 12 min (AT)
- 1983–1985 : Vom Geist der Zeit, 112 min (AT)
- 1998 : tx-transform, expérimental, 5 min, co-réalisé avec Martin Reinhart (AT)
- 2000 : La Face brillante de la Lune (Heller als der Mond), 88 min (AT)
- 2001 : Copy Shop, 12 min (AT)
- 2001 : LinksRechts, documentaire, 4 min (AT–FR)
- 2003 : Fast Film, film d'animation, 14 min (AT–LUX)
- 2010 : make/real, 5 min (AT)
- 2011 : warning triangle, 6 min (AT)
- 2015 : back track, 7 min (AT)
- 2016 : Vienna table trip, 1 min 22 s (AT)
- 2016 : Night of a 1000 Hours (Die Nacht der 1000 Stunden), 92 min (AT–LUX–PB)
- 2018 : Nena & Dave Stewart: Be my Rebel, clip musical, 3 min 45 (DE)
- 2018 : Light Matter, expérimental, 5 min (AT)
- 2019 : tx-reverse, expérimental, 5 min, co-réalisé avec Martin Reinhart (AT–DE)
- 2021 : There is exactly enough time, animation, 1 min, avec Oskar Salomonowitz (AT)

- Depuis 2011 : développement du long métrage animé Micromeo, scénario en collaboration avec Jean-Claude Carrière.

## Distinctions

### Récompenses
- Copy Shop :
  - Clermont-Ferrand 2001 : Meilleure musique.
  - Kodak Award, Prix Imago, Jury Leuven, Critique Thessalonique, Spécial Hiroshima.
  - Meilleur court expérimental : Toronto, New York, Madrid, Barcelone, Milan, Téhéran.
  - Milan 2022 : Reale Film Festival (expérimental), Absurd Film Festival (Back to the Future).
- Fast Film :
  - Meilleur court expérimental : Melbourne, Odense, Thessalonique.
  - Grand Prix : Uppsala.
  - Sélection officielle : Cannes 2003.
- Vienna table trip :
  - Prix du meilleur film touristique : Tourfilm Riga.
  - Meilleure animation : LA Shorts Awards, EIFA Paris.
- There is exactly enough time :
  - Harlem International Film Festival 2023 : Meilleur film d’animation.
  - Panther City Film Festival 2023 : Meilleur microdrame.
  - Monza Film Fest 2023 : Meilleur montage.
  - Blow-Up Arthouse Filmfest Chicago 2024 : Prix principal.

### Nominations et sélections
- Pour Copy Shop :
  - Prix du cinéma européen 2001 : meilleur court métrage
  - Oscar 2002 : meilleur court métrage en prises de vues réelles
- Pour Fast Film :
  - Festival de Cannes 2003 : en compétition pour la Palme d'or du court métrage